# Drumlin

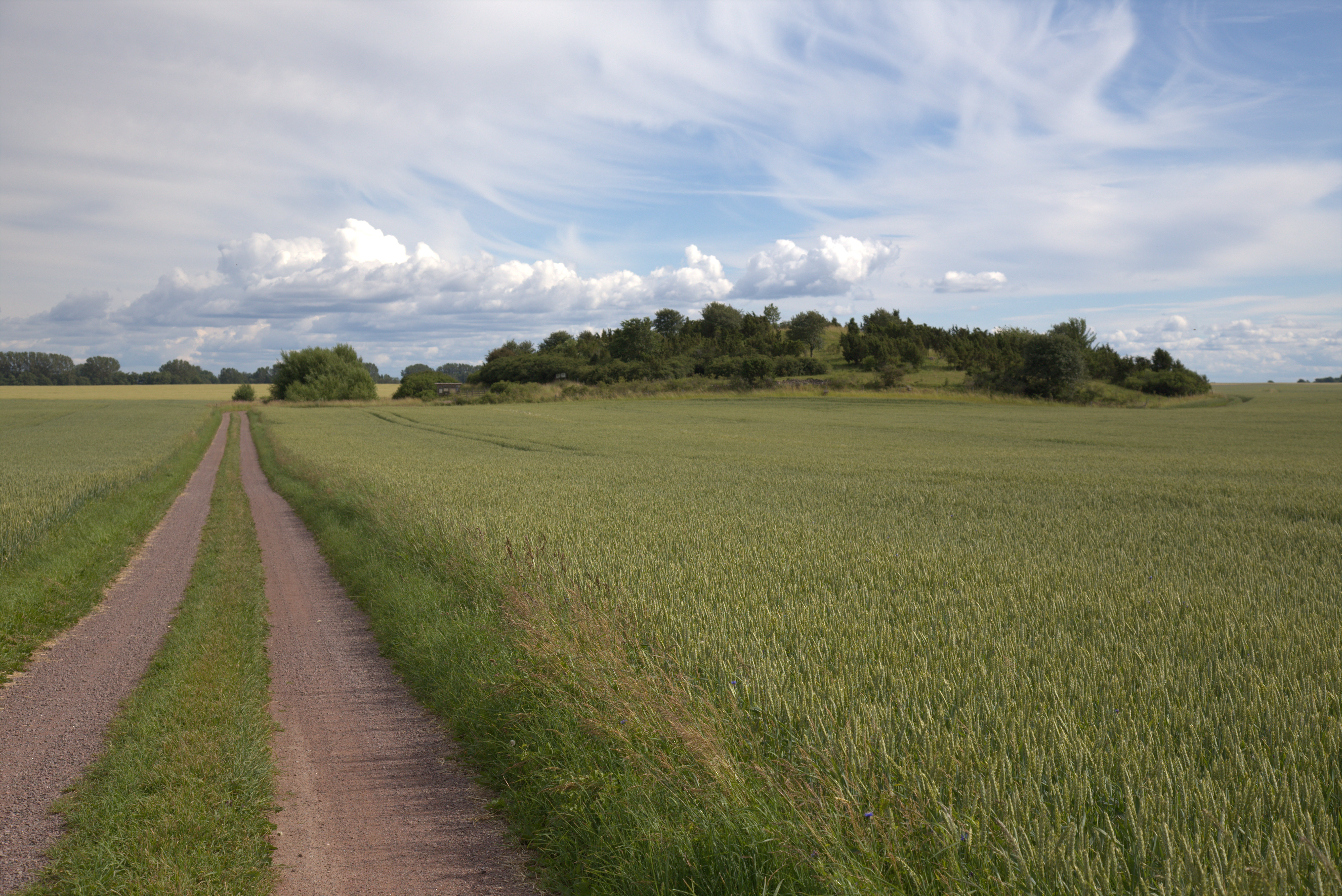
Kastad kulle i Östergötland

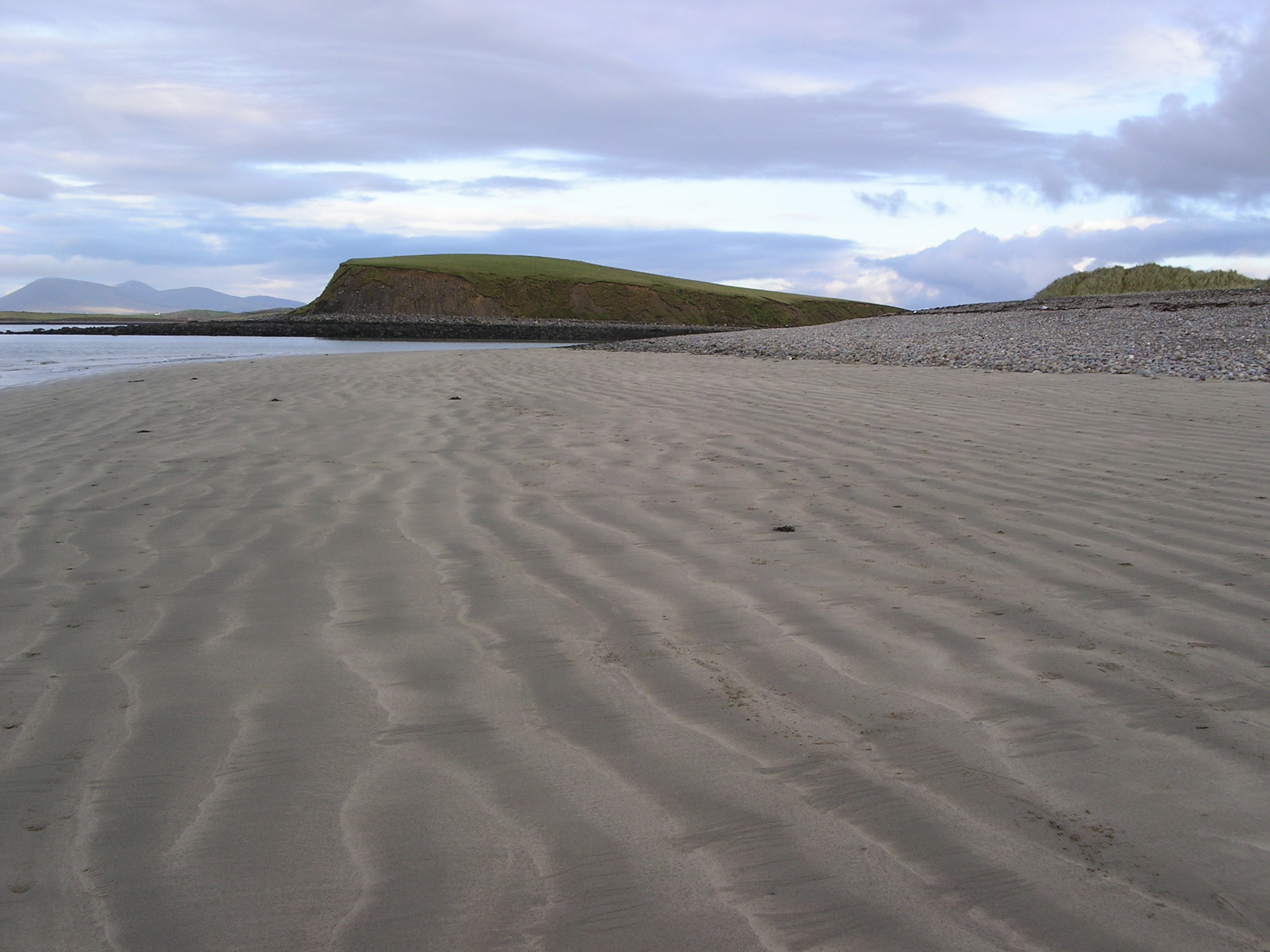
Drumlin i Clew Bay, Irland

En drumlin är en form av moränbacke, som skapats subglacialt, det vill säga under en glaciär. Drumliner är orienterade parallellt med isens rörelseriktning och uppträder ofta svärmvis. De har en avlång valryggsform och är i allmänhet 5–50 meter höga och 10–3 000 meter långa. Ofta består drumliner helt och hållet av morän, men många innehåller också en kärna av grus eller berggrund. En eventuell bergkärna ligger då i den ände varifrån isen rört sig, med moränen som en smal svans efter.

## Drumliner i Sverige
I Sverige kan man finna drumliner bland annat i Närke, Västergötland, Halland, västra Östergötland, södra Västerbotten och norra Norrbotten. Drumliner i såväl norra som södra Sverige har en nord-sydlig riktning.